# Earl Clark
Earl Clark (Plainfield, New Jersey, 17. siječnja 1988.) američki je profesionalni košarkaš. Igra na poziciji niskog krila, a može igrati i krilnog centra. Trenutačno je član turskog Beşiktaşa. Phoenix Sunsi su ga odabrali u 1. krugu (14. ukupno) NBA drafta 2009.

## Karijera

### Srednja škola
Pohađao je srednju školu Rahway High School. U svojoj srednjoškolskoj karijeri ukupno je postigao 1 245 poena. Na četvrtoj godini, kao senior imao je prosjek od 25.2 poena, 13.2 skokova i 5 asistencija po utakmici. 

### Sveučilište
Kao freshman na sveučilištu odveo je Cardinalse do zadnjih 8 od 10 pobjeda, ali dovoljno za NCAA natjecanje. U prvoj utakmici NCAA natjecanja postigao je 12 poena, 4 skokova i 4 ukradene lopte. Odlučio se ne prijaviti na NBA draft 2008. te ostati na sveučilištu.

### NBA
Već na početku treće godine sveučilišta objavio je prijavu na NBA draft 2009. Kao 14. izbor prvog kruga izabrao ga je Phoenix Suns.

## Vanjske poveznice
- Profil na sveučilištu
- Profil na ESPN.com
- Draft profil na NBA.com
- Draft profil na NBADraft.net
- Draft profil  Arhivirana inačica izvorne stranice od 15. veljače 2009. (Wayback Machine) na DraftExpress.com